# Bảo tàng lịch sử tự nhiên, Viên
Bảo tàng lịch sử tự nhiên Wien (tiếng Đức: Naturhistorisches Museum Wien) là một bảo tàng lịch sử tự nhiên lớn nằm ở Wien, Áo. Đây là một trong những bảo tàng lịch sử tự nhiên quan trọng nhất trên toàn thế giới.
Bảo tàng lịch sử tự nhiên Wien là một trong những viện bảo tàng và viện nghiên cứu phi đại học lớn nhất ở Áo và là một trung tâm quan trọng về mọi vấn đề liên quan đến khoa học tự nhiên. 39 phòng triển lãm của bảo tàng có diện tích 8.460 mét vuông và trưng bày hơn 100.000 hiện vật. Đây là nơi trưng bày lưu trữ 30 triệu đồ vật dành cho hơn 60 nhà khoa học và nhiều nhà nghiên cứu khách mời, những người thực hiện nghiên cứu cơ bản trong nhiều chủ đề liên quan đến khoa học con người, khoa học trái đất và khoa học đời sống.